# Landgericht Bochum

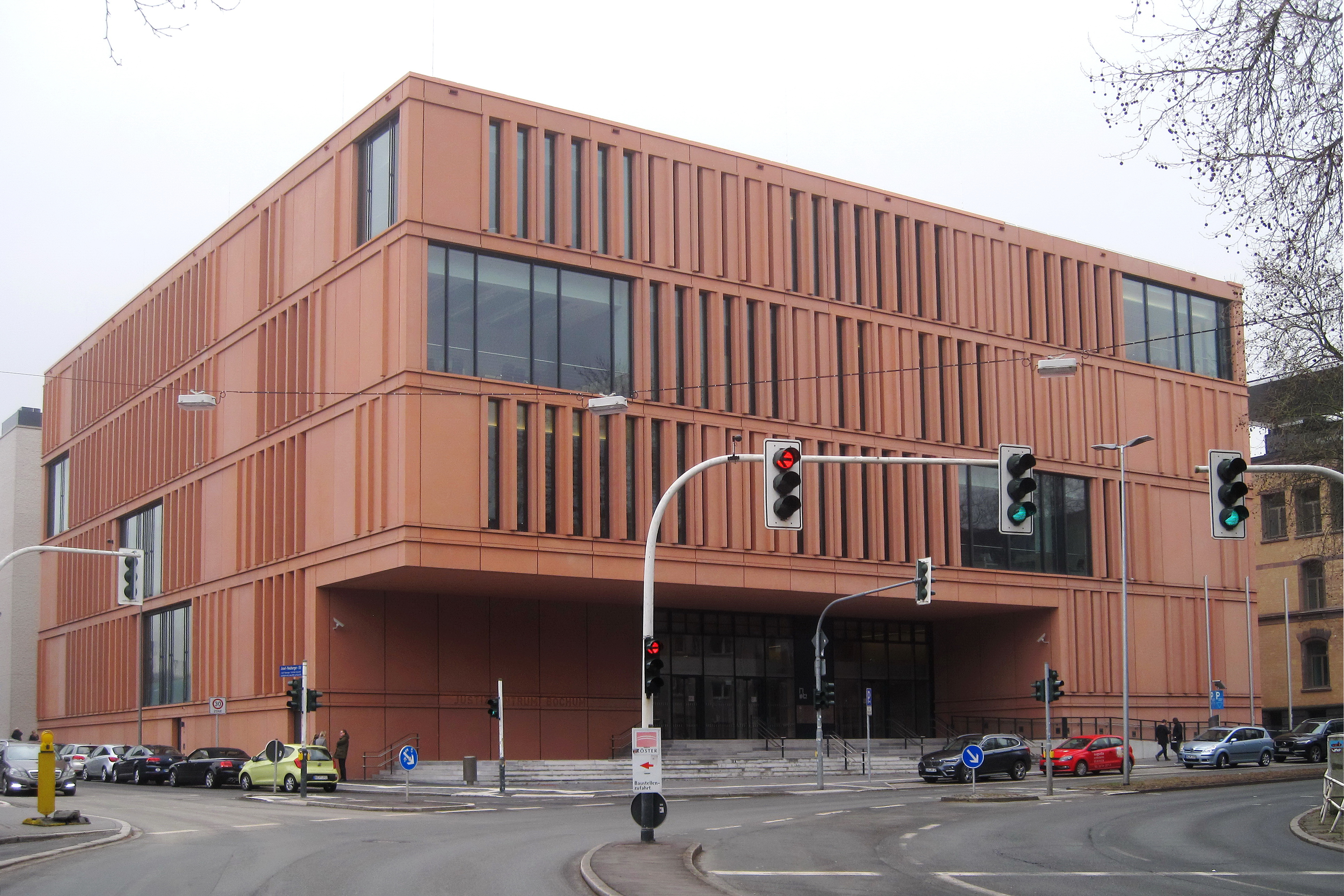
Eingangsbereich des Justizzentrums Bochum, in dem das Landgericht seit dem 24. Oktober 2017 untergebracht ist.

Das Landgericht Bochum ist ein Gericht der ordentlichen Gerichtsbarkeit.

## Aufgaben und Personal
Die Zuständigkeit umfasst die Amtsgerichtsbezirke Bochum, Herne, Herne-Wanne, Recklinghausen und Witten. Es beschäftigt 237 Bedienstete, darunter 70 Richter.

## Geschichte
Bis 1892 war das Landgericht Essen für Bochum zuständig. Mit preußischem Gesetz vom 3. April 1888 (Gesetzessammlung Nr. 51) wurde bestimmt, dass das Landgericht Bochum zu errichten sei. Aufgrund der Verordnung vom 8. Mai 1892 nahm das Gericht dann am 1. Oktober 1892 seine Tätigkeit auf.
Das Gericht war bis Oktober 2017 in den Gebäuden am Westring untergebracht und befindet sich jetzt im Justizzentrum Josef-Neuberger-Straße 1.

## Übergeordnete Gerichte
Das dem Landgericht Bochum übergeordnete Oberlandesgericht ist das Oberlandesgericht Hamm.

## Leitung
Präsident des Landgerichts Bochum ist seit Januar 2013 Hartwig Kemner, der den im gleichen Jahr pensionierten Volker Brüggemann ablöste. Kemner leitete zuvor sieben Jahre das Landgericht Hagen und war bereits von 2000 bis 2006 als Vizepräsident am Landgericht Bochum tätig.